# Saduriella losadai
Saduriella losadai là một loài chân đều trong họ Chaetiliidae. Loài này được Holthuis miêu tả khoa học năm 1964.